# Dirk Lornsen
Dirk Lornsen (* 19. März 1957 in Brunsbüttelkoog/Dithmarschen) ist ein deutscher Kinder- und Jugendbuchautor.

## Leben und Wirken
Dirk Lornsen wuchs als Sohn des Schriftstellers Boy Lornsen und seiner Ehefrau Margot, geborene Schindler, in Brunsbüttel auf. Nach dem Abitur in Marne studierte er Vor- und Frühgeschichte an den Universitäten in Mainz und Kiel. Während seines Studiums war er an verschiedenen Ausgrabungen beteiligt.
In Lornsens Büchern geht es darum, wie die Menschen ihr gefahrvolles Leben in der Steinzeit meisterten, wie sie Werkzeuge erfanden und wie sie lernten, Waffen herzustellen. Als Vortragender bei Autorenlesungen legt Lornsen einen Schwerpunkt darauf, seine Geschichten durch den direkten Umgang mit archäologischen Funden für seine Zuhörer begreifbar zu machen. Im Jahre 1979 wurde ihm durch die Friedrich-Hebbel-Stiftung der Friedrich-Hebbel-Preis verliehen.
Lornsen war mit der Schriftstellerin und Bibliothekarin Kriemhild Buhl verheiratet; die Familie lebte in Höchberg bei Würzburg. Nach der Trennung übersiedelte der Vater zweier Kinder nach Sylt und lebt als freier Schriftsteller in seinem Elternhaus in Keitum.

## Publikationen
- Ein karolingischer Stützpunkt im Norden. Ausgrabungen in der Burg Esesfeld an der Stör. In: Archäologie in Deutschland. Heft 1/87. Theiss, Stuttgart, ISSN 0176-8522, S. 36–39.
- Rokal der Steinzeitjäger. 9. Auflage. Thienemann,  Stuttgart/Wien 1987, ISBN 3-522-16520-9. (Schulbuchausgabe: 24. Auflage. Ernst Klett, Stuttgart/Leipzig 2007, ISBN 3-12-262540-7).
- Tirkan. 2. Auflage. Thienemann,  Stuttgart/Wien 1994, ISBN 3-522-16864-X. (Schulbuchausgabe: 2. Auflage. Hase und Igel Verlag, Garching bei München 2009, ISBN 978-3-86760-036-1).
- Die Raubgräber. 7. Auflage. Thienemann, Stuttgart/Wien 1995, ISBN 3-522-16883-6 (Neuausgabe: Thienemann, Stuttgart/Wien 2007, ISBN 3-522-17958-7).